# 메간 (영화)
"메간"(영어: M3GAN)은 2022년 공개된 미국의 SF 공포 영화로, 제럴드 존스톤이 감독을 맡았다.

## 출연

### 주연
- 앨리슨 윌리엄스 - 제마 역
- 바이얼릿 맥그로 - 케이디 역